# BORN
BORN(본)은 일본의 비주얼계 록 밴드이다.

## 개요
- 2007년 결성. 「D＆L(디엘)」이라는 밴드 이름으로 같은 년도 5월에 활동을 시작했다. 2008년 4월 9일 밴드 이름을 BORN으로 바꾸고 다카다노바바AREA에서 첫 라이브를 가졌다. 2010년에 Indie PSC.에 가입했다.
- 2013년 1월 18일, 베이시스트 키후미(KIFUMI)가 개인 사정으로 인하여 3월 16일의 인스토어 이벤트 이후 일시적으로 음악 활동을 휴지한다는 공지가 올라왔다.

## 멤버
Vocal:료가(猟牙[りょうが])
- 7월 3일생

Guitar:케이(K[けい])
- 5월 26일생
- A형

Guitar:레이(Ray[れい])
- 7월 10일생
- O형
- 후쿠오카현 출신

Bass:키후미(KIFUMI[きふみ])
- 6월 12일생
- O형

Drum:토모(TOMO[とも])
- 11월 18일생
- A형

## 디스코그라피

### 싱글
1. [-tHiNk-] : 2008년 6월 11일 발매. 500매 한정.
2. with hate : 2008년 10월 22일 발매. 500매 한정.
3. 춘황화 -SAKURA- (春煌花 -SAKURA) : 2009년 4월 28일 발매.
4. felony TYPE B -DECADANCE SESSION- : 2009년 7월 8일 발매. 500매 한정.
5. felony TYPE A -DECADANCE SESSION- : 2009년 7월 8일 발매. 500매 한정.
6. RED HOT COBRA : 2010년 1월 27일 발매.
7. DEMONS : 2011년 6월 15일 발매.
8. Psycho Diva : 2011년 9월 14일 발매.
9. ProudiA : 2011년 12월 7일 발매. 오리콘 인디즈 차트 5위.
10. BLASTED ANIMALS : 2012년 7월 4일 발매.
11. Devilish of the PUNK : 2013년 1월 23일 발매.

### 앨범
1. -Abnormal Head Machine- : 2009년 2월 25일 발매.
2. BLACK BORN MARKET : 2010년 8월 18일 발매.
3. BLACK THEORY MANIA : 2010년 9월 15일 발매.
4. BLACK DEAD MUZIC : 2010년 10월 13일 발매.
5. DOGMA : 2011년 2월 2일 발매.